# La Mort dans la peau (roman)
Pour les articles homonymes, voir La Mort dans la peau et Supremacy (homonymie).
La Mort dans la peau (titre original : The Bourne Supremacy) est un roman d'espionnage de l'écrivain américain Robert Ludlum paru en 1986. C'est le deuxième titre de la série ayant pour héros Jason Bourne. Il s'agit de la suite de La Mémoire dans la peau et il est suivi par La Vengeance dans la peau.

## Résumé
Un tueur est engagé malgré lui pour abattre un important personnage chinois qui risque de créer une déstabilisation importante en Asie.
Le massacre a eu lieu près de Hong Kong. Tout le monde l'impute au retour de Jason Bourne !
Sauf aux États-Unis : l'unité Treadstone sait bien que cette tuerie ne peut avoir été perpétrée par Bourne,  puisqu'il s'agit d'un personnage incarné par David Webb, qu'ils ont « inventé » pour piéger le tueur international Carlos.
Pour retrouver le vrai meurtrier, on décide de renvoyer David Webb en Asie : il deviendra le dangereux meurtrier, poursuivi de tous...
La Mort dans la peau est la suite du célèbre thriller La Mémoire dans la peau.

## Adaptation
Le film La Mort dans la peau, malgré son titre, utilise un scénario original.

## Livre audio en français
- La Mort dans la peau, livre audio (en téléchargement) lu par Sylvain Agaësse (durée 25 h 32 min), publié en janvier 2018 par Audible Studios.